# Graptopetalum occidentale
Graptopetalum occidentale är en fetbladsväxtart som beskrevs av Rose apud Walther. Graptopetalum occidentale ingår i släktet Graptopetalum och familjen fetbladsväxter. Inga underarter finns listade i Catalogue of Life.